# Президент Перу
Президе́нт Респу́блики Перу́ (исп. Presidente de la República del Perú, неофициально Президе́нт Перу́, исп. Presidente del Perú) — глава государства в Перу, высший государственный пост республики. По конституции Перу президент определяет внутреннюю и внешнюю политику государства, а также является главнокомандующим Вооружённых и полицейских сил. Наименование должности главы государства в Перу многократно менялось, но обычно всех глав республиканского Перу принято называть условным термином «президент».
В соответствии с Конституцией Перу 1993 года президент выбирается всеобщим тайным голосованием сроком на 5 лет, без права последовательного переизбрания. Инаугурация президента проходит каждый раз 28 июля, которое является национальным праздником и выходным днём.
Особенностью исполнительной власти в Перу (среди стран Латинской Америки с президентской формой правления) является наличие отдельного поста руководителя правительства — Председателя Совета министров Перу (правильнее: Президент Совета министров Перу, исп. Presidente del Consejo de Ministros del Perú), возглавляющего Совет министров и председательствующего в нём. Этот пост появился в соответствии с политической конституцией 1856 года (однако первое назначение на него было совершено только 14 февраля 1857 года). Поскольку правительства Перу формируются президентами страны, существовали правительства, в которых отдельный пост их главы отсутствовал либо оставался вакантен в течение краткого периода между отставкой одного председателя Совета министров и назначением нового лица на этот пост.

## Обязанности и полномочия президента Перу
Согласно конституции президент республики имеет следующие обязанности и полномочия:
- охранять и исполнять конституцию и соглашения, законы и другие правовые положения;
- представлять государство внутри и за пределами республики;
- управлять общей политикой правительства;
- обеспечивать внутренний правопорядок и внешнюю безопасность нации;
- объявлять выборы президента республики и членов Конгресса, а также мэров и других должностных лиц, определённых законом;
- созывать Конгресс на специальную сессию и, в этом случае, подписывать указ о его созыве;
- обращаться к Конгрессу в любое время, а также обязательно (лично, либо в письменном виде) в начале первой регулярной сессии (это обращение подлежит одобрению Советом министров); ежегодно обращения должны включать доклад о состоянии государства, инициативах и реформах, которые президент считает необходимыми для рассмотрения Конгрессом;
- реализовывать полномочия регулирующих законов без их нарушения и искажения и в этих пределах издавать указы и постановления;
- соблюдать и исполнять решения и приказы судебных органов;
- соблюдать и исполнять решения Национального избирательного совета;
- управлять внешней политикой и международными делами;
- заключать договора и ратифицировать их;
- назначать послов и полномочных представителей министров, по согласованию с Советом министров и с уведомлением Конгресса;
- принимать иностранных дипломатических представителей и уполномочивать консулов выполнять их обязанности;
- возглавлять Национальную систему обороны, принимать решения о мобилизации Вооружённых Сил и Национальной полиции;
- принимать необходимые меры для обороны республики, целостности территории и суверенитета государства;
- объявлять войну и подписывать мир, после одобрения Конгресса;
- управлять государственной казной;
- вести переговоры относительно государственных заимствований;
- объявлять о специальных мерах экономического и финансового характера, посредством чрезвычайного указа с силой закона, если этого требуют национальные интересы, и уведомляя Конгресс (такие чрезвычайные указы могут изменяться или отменяться Конгрессом);
- регулировать таможенные тарифы;
- даровать помилование и смягчать наказание;
- вручать награды от имени Нации по согласованию с Советом министров;
- разрешать перуанцам служить в иностранной армии;
- выполнять другие обязанности по управлению, установленные конституцией и законом[5].